# Kaliber (instrument)

Dubbel bekkaliber

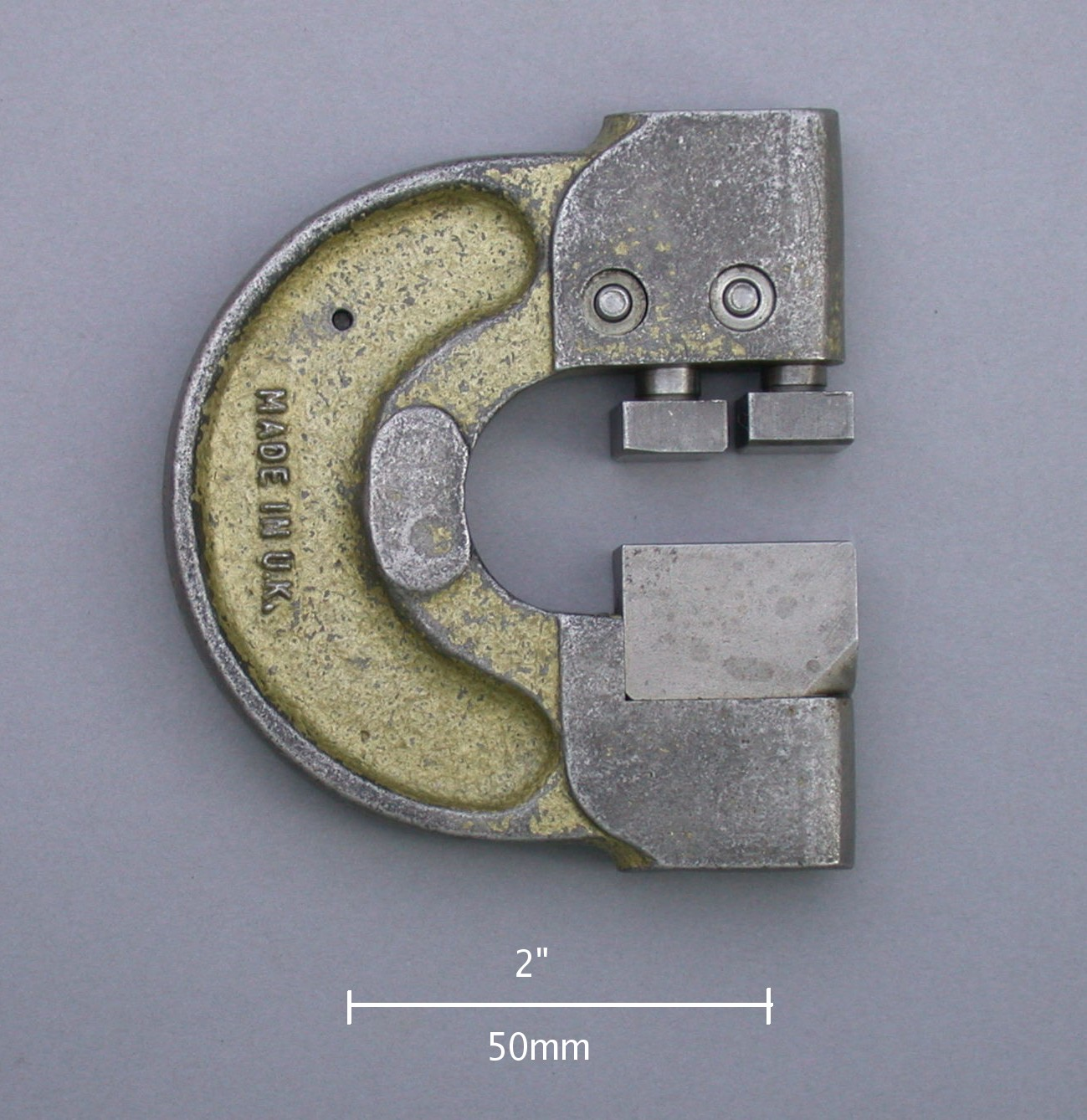
Dubbel bekkaliber waarmee kalibratie in één beweging mogelijk is

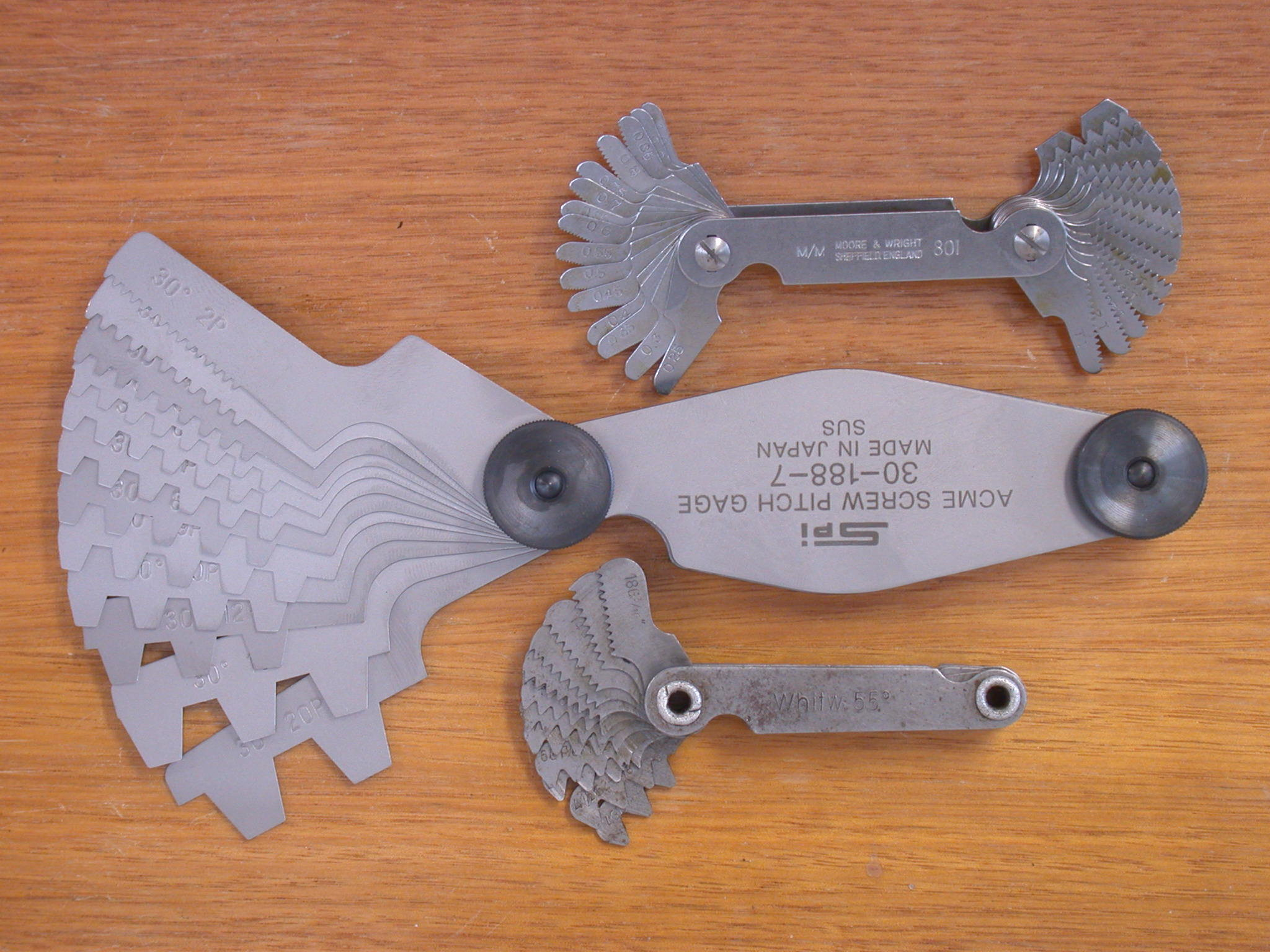
Drie sets uitwendige schroefdraadkalibers

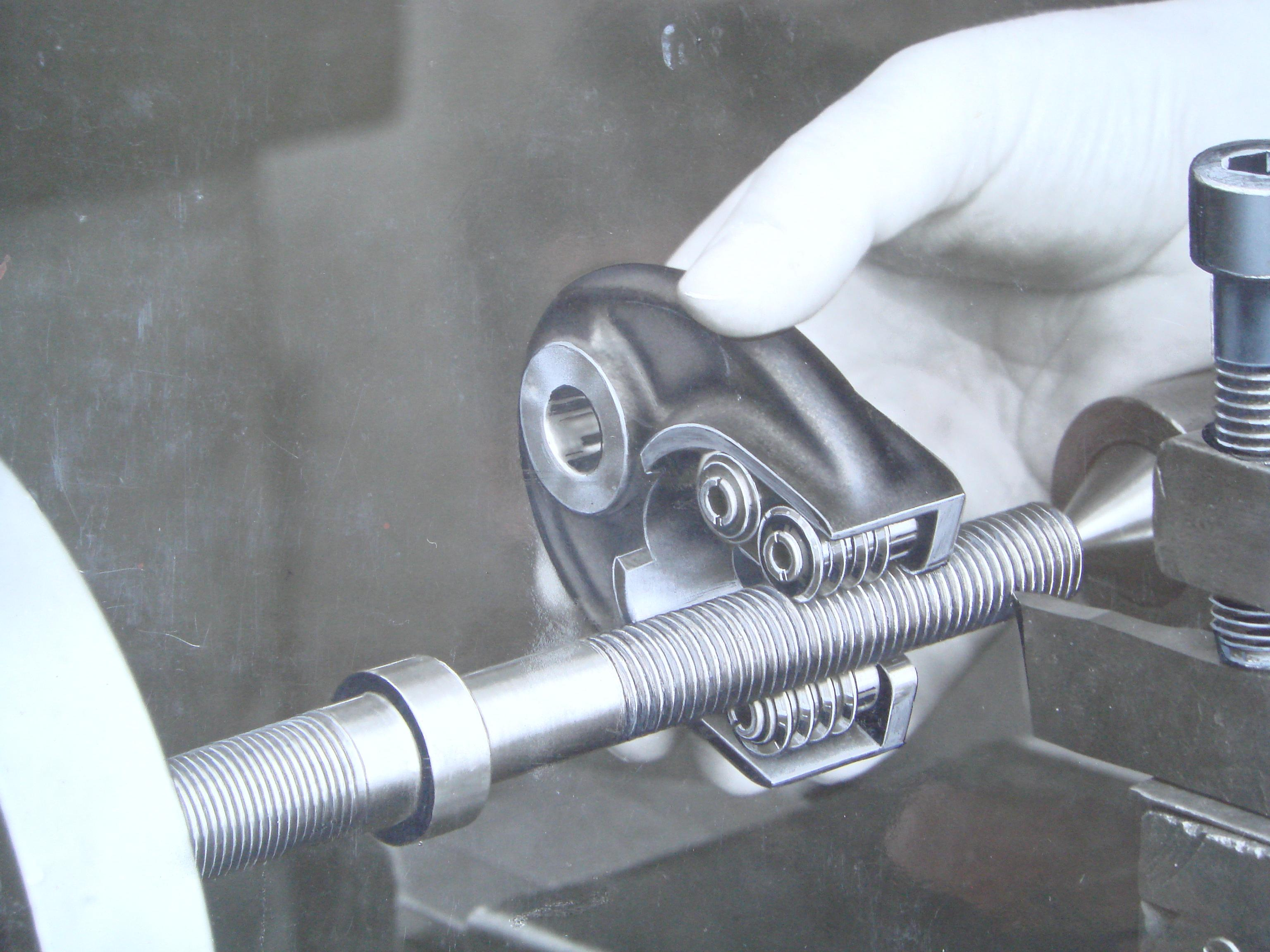
Dubbel uitwendig schroefdraadkaliber in werking

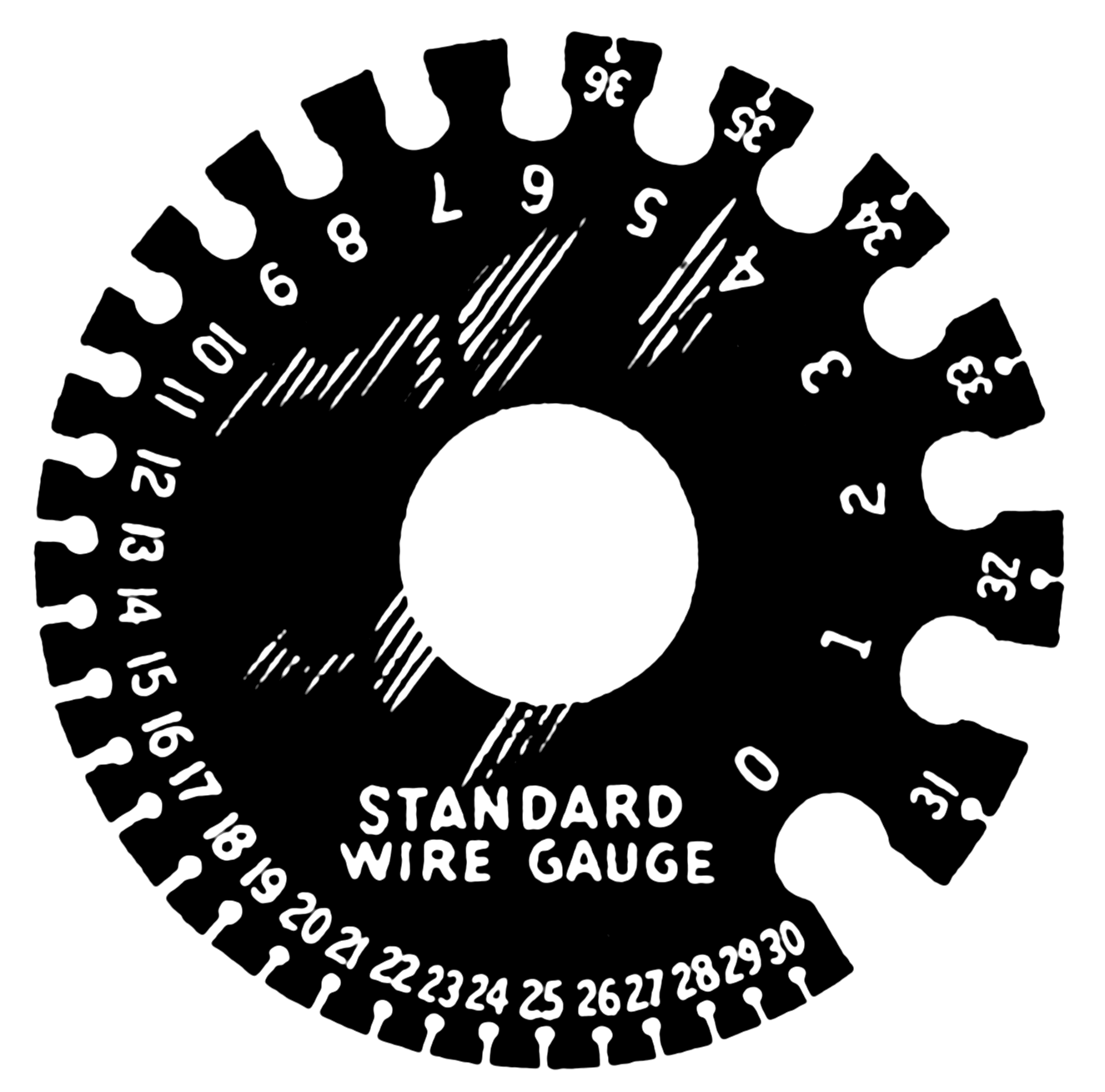
Draadkaliber

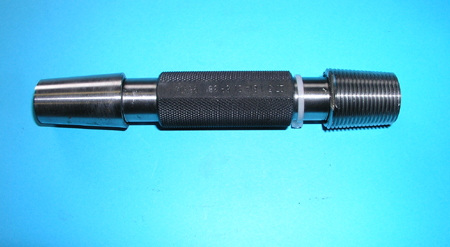
Dubbel penkaliber voor een conisch gat

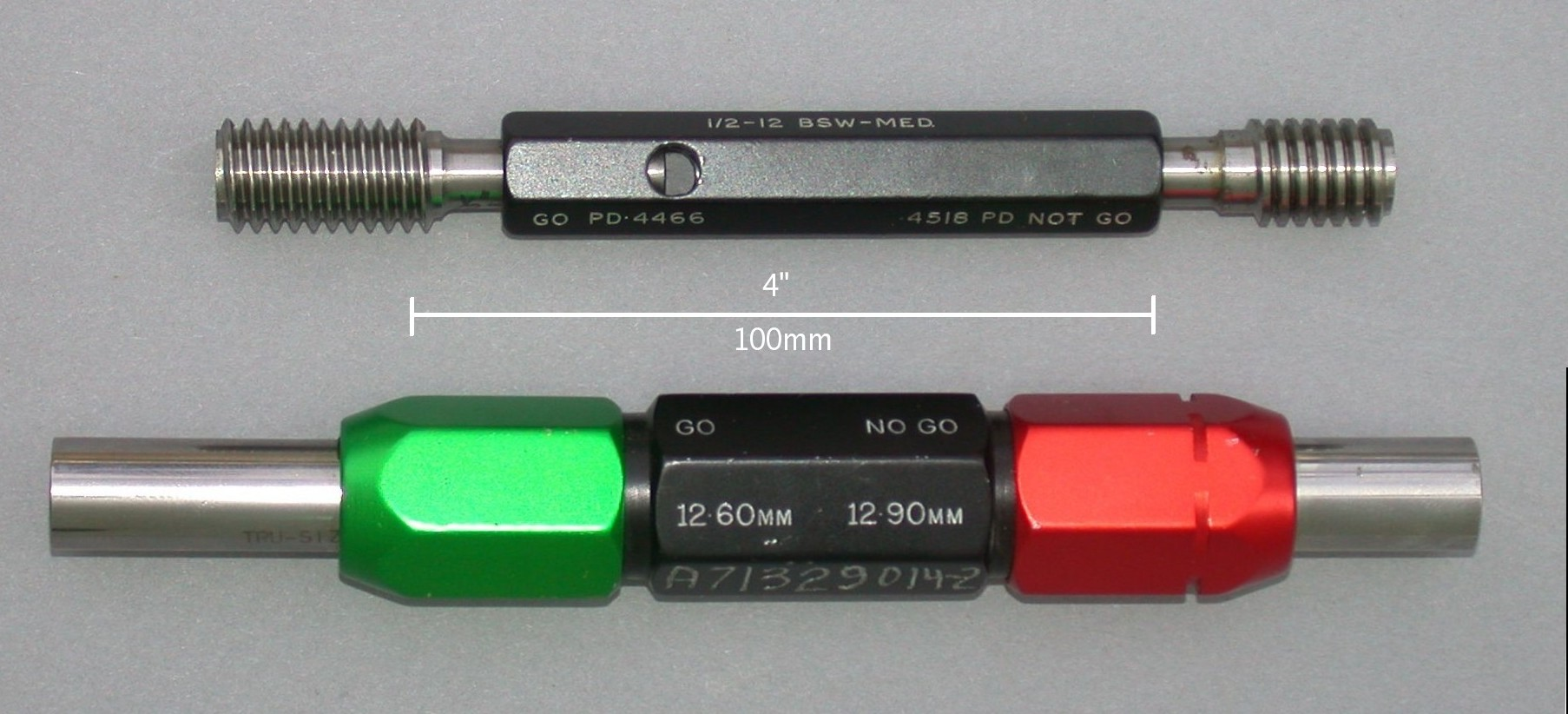
Dubbel kaliber voor inwendige schroefdraad (boven) en dubbel penkaliber

Een kaliber is een stuk gereedschap waarmee kan worden vastgesteld of de afmetingen van een voorwerp aan de gestelde eisen voldoen. Het bijbehorende werkwoord is kalibreren.
Bij de vervaardiging van producten is het bijna onmogelijk om de werkelijke maat precies gelijk te maken aan de nominale maat, de maat die op de werktekening staat ingeschreven. Hoe groot het verschil is hangt af van materiaal, gereedschap en vakmanschap. Een te grote afwijking vormt een probleem als werkstukken in elkaar moeten passen. Om afwijkingen binnen de perken te houden wordt de eis gesteld dat de afmetingen van een werkstuk binnen bepaalde grenzen liggen. Het verschil tussen de grootste en de kleinste grensmaat noemt men maattolerantie, of kortweg tolerantie. Hoe dichter de grootste en kleinste grensmaat bij elkaar liggen, des te kleiner de tolerantie. Een kleinere tolerantie betekent weliswaar grotere nauwkeurigheid, maar brengt hogere bewerkingskosten met zich mee. Voor werkstukken die in elkaar moeten passen worden de toleranties op elkaar afgestemd. Dat wordt passing genoemd.

## Toepassing
Bij het kalibreren wordt met behulp van kalibers gecontroleerd of een werkstuk binnen de toleranties valt. Daarbij is voor iedere te kalibreren maat een set van twee kalibers nodig, een voor elke grensmaat. Het goedkeurkaliber wordt vaak voorzien van het woord GO of groen gekleurd. Het afkeurkaliber is dan gemerkt NO-GO of rood gemaakt. Men onderscheidt kalibers voor uitwendige en voor inwendige maten. Met kalibers kan snel en toch nauwkeurig vastgesteld worden of een maat goed of fout is, er kunnen echter geen exacte maten mee worden gemeten.

### Kalibers voor uitwendige maten
Als uitwendige maten gekalibreerd worden is het goedkeurkaliber gerelateerd aan de grootste grensmaat. Dat kaliber moet over het werkstuk passen zonder noemenswaardige druk. Het afkeurkaliber behoort bij de kleinste grensmaat en het werkstuk mag hier niet in passen. Kalibers voor uitwendige maten komen voor in meerdere soorten. De bekendste zijn: 
- Bekkalibers. Afhankelijk van de vorm van het te kalibreren werkstuk wordt een enkelvoudig of dubbel bekkaliber toegepast. Enkelvoudige bekkalibers worden eigenlijk alleen toegepast als slechts een van de twee grensmaten gecontroleerd hoeft te worden. Bij dubbele bekkalibers zijn de bij elkaar horende GO- en NO-GO-kalibers samengevoegd in één stuk gereedschap. Dat vergemakkelijkt het kalibreren. Soms zijn beide kalibers achter elkaar geplaatst. Op deze wijze hoeft het gereedschap niet gedraaid te worden, de controleur kan met één beweging de afmetingen van het stuk verifiëren.
- Ringkalibers. Met deze kalibers kunnen ronde werkstukken als assen worden gekalibreerd. Ook voor het controleren van uitwendige schroefdraad kunnen ringen worden toegepast.
- Uitwendige schroefdraadkalibers. Hierbij grijpt de bek het werkstuk aan op meerdere plaatsen tegelijk, om zo niet alleen de diameter te controleren, maar ook de spoed. Er bestaan enkelvoudige en dubbele schroefdraadkalibers.
- Draadkalibers. Dit zijn kalibers die dienen om de diameter van aders van elektriciteitsleidingen te controleren.

### Kalibers voor inwendige maten
Als inwendige maten gekalibreerd worden, is het goedkeurkaliber gerelateerd aan de kleinste grensmaat. Dat GO-kaliber moet zonder druk in het gat van het werkstuk geschoven kunnen worden.  Het afkeurkaliber behoort bij de grootste grensmaat en mag niet in het gat passen. Dit NO-GO-kaliber kan daarom een korter meetvlak hebben. De bekendste soorten kalibers voor inwendige maten zijn:
- Penkalibers. Er bestaan enkelvoudige en dubbele penkalibers. Penkalibers worden gebruikt bij ronde gaten zoals boringen, bij conische gaten en bij rechthoekige gaten.
- Inwendige schroefdraadkalibers. Ook deze kalibers kunnen enkelvoudig of dubbel zijn.

### Overige kalibers
Er bestaan nog veel andere soorten kalibers, onder meer voor concave en convexe werkstukken en voor vlakheid van oppervlakken. Voor werkstukken met complexe vormen worden vaak speciale kalibers vervaardigd.